# Hilde Synnøve Lid
Hilde Synnøve Lid (n. 18 martie 1971, Voss (comună), Hordaland, Norvegia) este o sportivă ce a reprezentat Norvegia, medaliată olimpică. A participat la 2 ediții ale Jocurilor Olimpice (1994, 1998) în care a câștigat o medalie de bronz.